# Manitowoc, Wisconsin

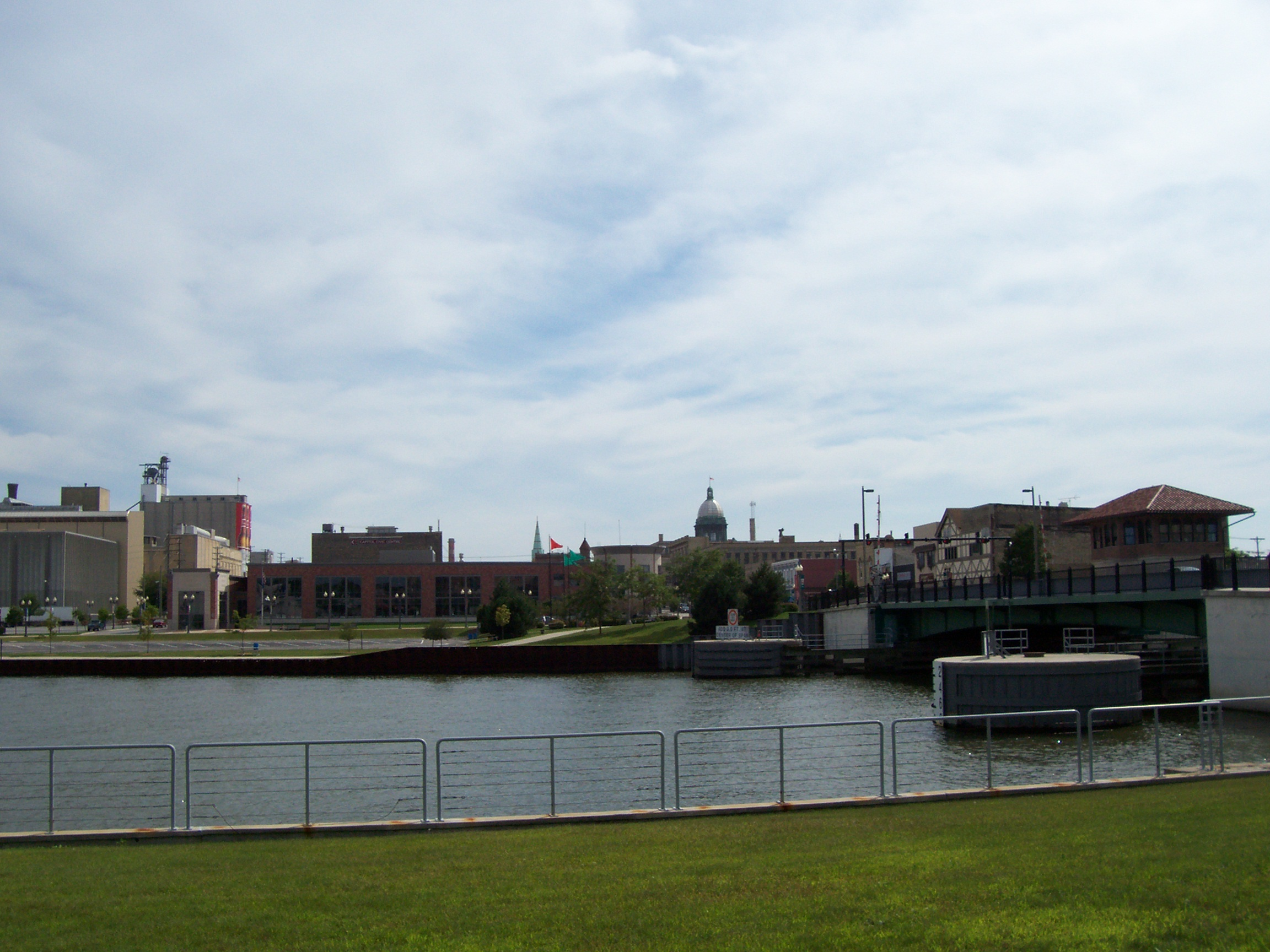

Manitowoc este sediul comitatului Manitowoc, statul Wisconsin, Statele Unite ale Americii.